# Ezio Gianola

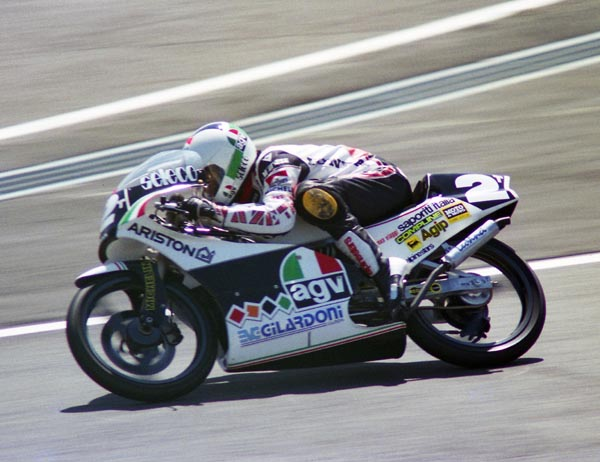
Gianola auf Honda beim Großen Preis von Japan 1989.

Ezio Gianola (* 13. Juni 1960 in Lecco) ist ein ehemaliger italienischer Motorradrennfahrer.

## Karriere
Nachdem Gianola 1981 den italienischen Juniorentitel in der TT4-Kategorie auf einer Villa gewonnen hatte, debütierte er 1983 auf einer MBA des Team Italia der Federazione Motociclistica Italiana (FMI) in der 125-cm³-Klasse der Motorrad-Europameisterschaft. Er errang in dieser Saison vier Siege und belegte im Gesamtklassement hinter dem Deutschen Willi Hupperich den zweiten Platz in der Gesamtwertung. Beim Nationen-Grand-Prix desselben Jahres in Monza debütierte Gianola auch in der 125-cm³-Klasse Motorrad-Weltmeisterschaft und errang dabei auf Anhieb hinter Ángel Nieto und Eugenio Lazzarini den dritten Platz.
In der Saison 1984 gewann Gianola auf MBA die Italienische Meisterschaft in der Achtelliterklasse und bestritt daneben einige WM-Läufe. Zur Saison 1985 wurde er Werksfahrer bei Garelli, wo er an der Seite von Fausto Gresini startete. Gianola wurde erneut Italienischer 125er-Meister und Vierter in der Achtelliterklasse der Weltmeisterschaft. Beim Großen Preis von Frankreich in Le Mans feierte er seinen ersten Grand-Prix-Sieg und schlug dabei knapp seinen Teamkollegen Gresini, der in diesem Jahr den WM-Titel gewann.
Zur Saison 1986 verließ Ezio Gianola Garelli, wo Luca Cadalora sein Nachfolger wurde. Er startete in der 125er-WM auf einer privaten MBA und beendete die Saison mit einem zweiten und drei Dritten Plätzen als Gesamtfünfter.
Für die Saison 1987 wurde Gianola von Honda unter Vertrag genommen, wo er die neue RS 125 mit Einzylindermotor mit entwickelte – ab 1988 waren in der Achtelliterklasse der WM nur noch Einzylinder erlaubt. Mit Rang zwei hinter Fausto Gresini beim Frankreich-Grand-Prix in Le Mans als bestem Einzelresultat schloss er die Saison als Sechster der Gesamtwertung ab. In der Italienischen Meisterschaft gewann er seinen dritten Titel in der Achtelliterkategorie.
Im Jahr 1988 gelang Gianola – wie im Vorjahr für Honda Italy als einziger Honda-Werksfahrer in der 125er-Klasse – das beste WM-Resultat seiner Laufbahn. Er fuhr in den elf Saisonläufen zwei Siege und insgesamt neun Podestplätze ein und musste sich in der Abschlusswertung nur dem in diesem Jahr alles dominierenden Spanier Jorge Martínez (Derbi) geschlagen geben, der neun Grands Prix gewann.
Im folgenden Jahr gelangen Gianola erneut zwei Siege sowie je zwei zweite und dritte Plätze in der WM, womit er in der 125er-Gesamtwertung Dritter hinter Álex Crivillé (JJ Cobas-Rotax) und Hans Spaan (Honda) wurde. Zudem fuhr er seine vierte Italienische 125-cm³-Meisterschaft ein.

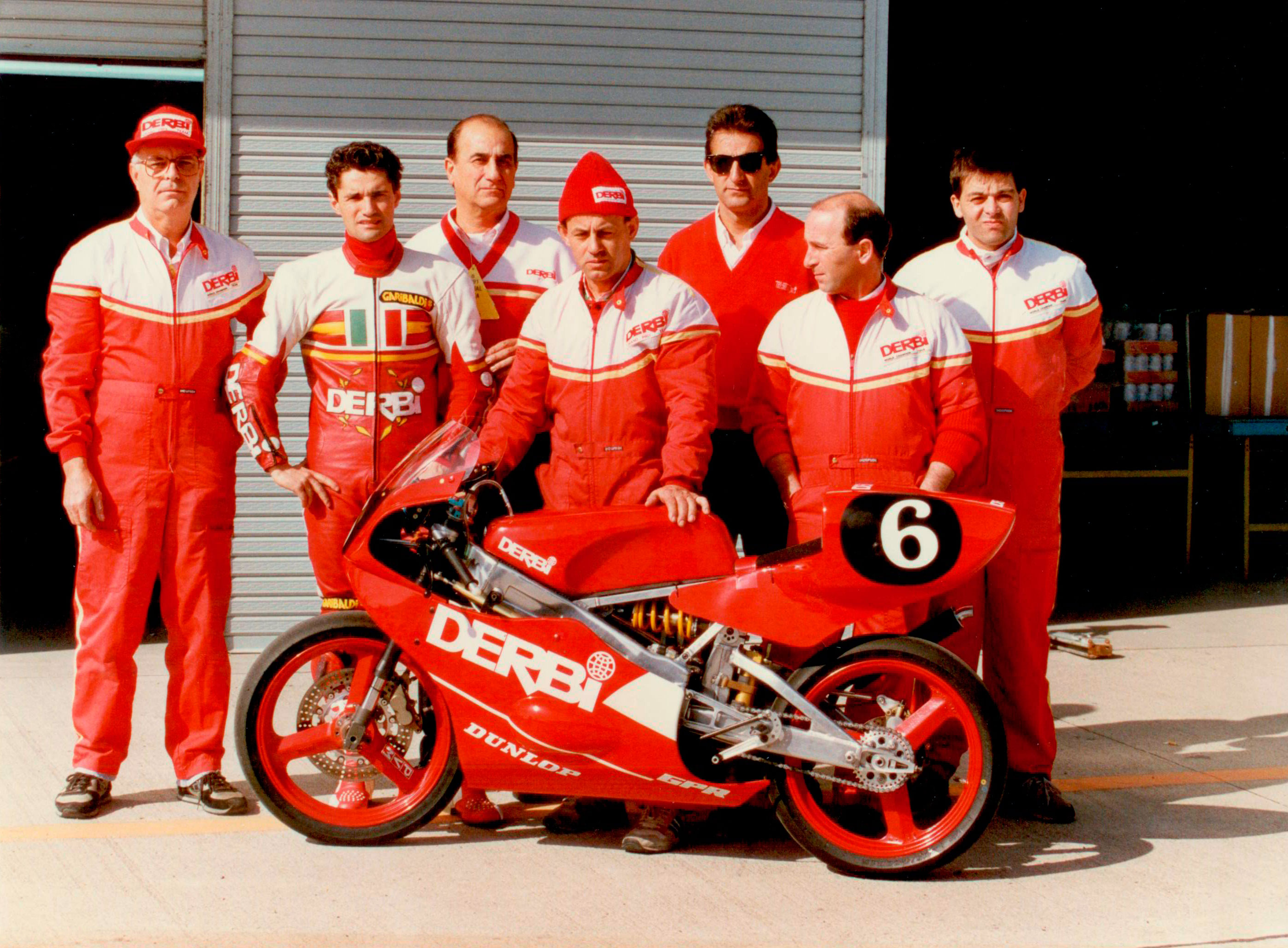
Gianola (2. v. l.) 1991 bei Derbi

Zur Saison 1990 verließ Gianola Honda in Richtung Derbi, absolvierte in seinem ersten Jahr für das Werksteam des spanischen Herstellers allerdings nur einen Grand Prix. 1991 bestritt er die gesamte WM-Saison für Derbi und wurde Gesamt-16.
In der Saison 1992 trat Gianola für das italienische Team Semprucci IDM auf Honda an. Er erreichte vier Grand-Prix-Siege und beendete die 125er-Weltmeisterschaft auf Platz vier. In der Italienischen Meisterschaft gewann er seinen fünften und letzten Titel in der Achtelliterkategorie.
Seine letzte Saison in der Weltmeisterschaft absolvierte Gianola 1993 und belegte dabei auf einer Honda des Teams Daytona Pit-Lane Racing den zwölften WM-Rang. Da er für 1994 kein Team gefunden hatte, zog er sich 1994 vom aktiven Rennsport zurück.
Nach Ende seiner Fahrerkarriere fungierte Ezio Gianola als Experte und Moderator in mehreren Motorsportsendungen. 2008 gründete er ein Unternehmen im Bereich des Sportmanagement. Außerdem kümmerte er sich im Auftrag der FMI um die Förderung italienischer Nachwuchsmotorradrennfahrer.

## Statistik

### Erfolge
- 1984 – Italienischer 125-cm³-Meister auf MBA
- 1985 – Italienischer 125-cm³-Meister auf Garelli
- 1987 – Italienischer 125-cm³-Meister auf Honda
- 1989 – Italienischer 125-cm³-Meister auf Honda
- 1992 – Italienischer 125-cm³-Meister auf Honda
- 9 Grand-Prix-Siege

### In der Motorrad-Weltmeisterschaft
| Saison | Klasse  | Motorrad | Rennen | Siege | Zweiter | Dritter | Poles | Schn. Runden | Punkte | Ergebnis |
| ------ | ------- | -------- | ------ | ----- | ------- | ------- | ----- | ------------ | ------ | -------- |
| 1983   | 125 cm³ | MBA      | 2      | –     | –       | 1       | –     | –            | 10     | 18.      |
| 1984   | 125 cm³ | MBA      | 8      | –     | –       | –       | –     | –            | 7      | 14.      |
| 1985   | 125 cm³ | Garelli  | 9      | 1     | 3       | 1       | 2     | 2            | 77     | 4.       |
| 1986   | 125 cm³ | MBA      | 11     | –     | 1       | 3       | –     | 1            | 57     | 5.       |
| 1987   | 125 cm³ | Honda    | 11     | –     | 1       | –       | –     | –            | 45     | 6.       |
| 1988   | 125 cm³ | Honda    | 11     | 2     | 6       | 1       | 2     | 1            | 168    | 2.       |
| 1989   | 125 cm³ | Honda    | 10     | 2     | 2       | 2       | 3     | 2            | 138    | 3.       |
| 1990   | 125 cm³ | Derbi    | 1      | –     | –       | –       | –     | –            | 0      | –        |
| 1991   | 125 cm³ | Derbi    | 12     | –     | –       | –       | 1     | 1            | 32     | 16.      |
| 1992   | 125 cm³ | Honda    | 13     | 4     | –       | –       | 4     | 2            | 105    | 4.       |
| 1993   | 125 cm³ | Honda    | 14     | –     | –       | –       | –     | –            | 59     | 12.      |
| Gesamt | Gesamt  | Gesamt   | 102    | 9     | 13      | 8       | 12    | 9            | 698    |          |

Grand-Prix-Siege
| Saison | Klasse  | Siege                                             |
| ------ | ------- | ------------------------------------------------- |
| 1985   | 125 cm³ | Frankreich                                        |
| 1988   | 125 cm³ | Deutschland Bundesrepublik Vereinigtes Konigreich |
| 1989   | 125 cm³ | Japan Italien                                     |
| 1992   | 125 cm³ | Italien Europa Niederlande Frankreich             |